# Водопад Понгу
Водопадът Понгу (на виетнамски: Thác Pongour) е водопад на река Да Нхим, в окръг Дук Тронг, провинция Лам Донг на Виетнам. Водопадът се намира на около 45 км южно от град Далат.

## Описание
Водопадът има пад от височина от близо 40 метра, през 7-етажна терасирана каменна система, разпростирайки се над 100 метра. Водопадът е известен още като „водопада от седем етажа“. Заобиколен от първобитна гора с площ от около 2,5 хектара с разнообразна и богата растителност. Той произвежда голям шум, който се чува надалеч.
Понгу е френско транслитерирано име от диалекта K'Ho (кохо) – Pon-gou, което означава майстор на бяла глина. Според някои френски геоложки документи тази земя е богата на каолин.
Преди време огромната пропаст на водопада е била запълнена от потока на река Да Нхим. Сега водният поток се контролира от язовир Да Ним, който е на 10 километра източно от водопада Понгу, което е повлияло на величието и мощта на водопада.

## Легендата
Легендата разказва, че в миналото земята на Фу Хой – Тан Хой – Тан Тан е била контролирана от красива жена вожд на Кохо на име Канай. Тя е имала таланта да опитомява диви зверове, за да служат на човешките интереси, включително четири необичайно големи носорога. Те винаги се подчиняват на заповедите на Канай да помагат при направата на канали за напояване за отглеждане царевица и да се сее ориз, както и да са готови за битка с врага в защита на селото. Благодарение на това животът в общността става все по-проспериращ и спокоен.
През пролетта, в деня на пълнолунието през януари, тя поема последния си дъх. Четирите носорога остават около гроба ѝ денем и нощем. И една сутрин всички са много изненадани да видят, че на мястото са се появили величествени красиви водопади. Оказва се, че косите на Канай са се превърнали в бистра синя вода и хладна бяла пяна, и мъхести зелени каменни плочи, а като фон за водопада, са вкаменените рога на носорозите – един символ на силата на солидарността и вечната привързаност между човека и необятната природа.

## Туризъм
Понгур е единственият водопад с фестивал. Всяка година, по случай пълнолунието на първия лунен месец, от цял свят при него се стичат красиви мъже и жени, независимо от етническата принадлежност, за да отпразнуват пролетния празник с много традиционни игри и културни изяви. Това е изява на хората да живеят открито и честно, свободно да се учат и да се обичат.
Към водопада водят широки чакълирани пътеки и стъпала водят през буйни, озеленени градини. До водопада има два маршрута: дълго и стръмно стълбище или лека чакълирана пътека с няколко стъпала. Първият се ползва за слизане, а вторият за качване. Под водопада, в сянката на дърветата на фона на широкия и спокоен скалист басейн, има туристически щандове и се предлагат напитки, необходими в горещия и влажен климат на долината.

## Галерия
- Водопад Понгу при пълноводие
- Страничен изглед към водопада